# Heterochondria
Heterochondria is een geslacht van eenoogkreeftjes uit de familie van de Chondracanthidae. De wetenschappelijke naam is voor het eerst geldig gepubliceerd in 1935 door Yu.

## Soorten
- Heterochondria atypica Ho, 1972
- Heterochondria crassicornis (Krøyer, 1837)
- Heterochondria cynoglottidis (Thompson I.C. & Scott T., 1903)
- Heterochondria longa Tripathi, 1961
- Heterochondria longicephala (Yü & Wu, 1932)
- Heterochondria orientalis Moon & Soh, 2013
- Heterochondria petila Ho, I.H. Kim & Kumar, 2000
- Heterochondria pillaii Ho, 1970
- Heterochondria similis (Yü & Wu, 1932)
- Heterochondria zebriae (Ho, I.H. Kim & Kumar, 2000)